# غوردون كير
غوردون كير هو سباح كندي، ولد في 4 أكتوبر 1917 في بيرلينجتون في كندا، وتوفي في 31 مارس 2009 في سميث إنيسمور ليكفيلد في كندا.

## وصلات خارجية
- غوردون كير على موقع الاتحاد الدولي للسباحة (الإنجليزية)
- غوردون كير على موقع اللجنة الأولمبية الدولية (الإنجليزية)
- غوردون كير على موقع أوليمبيديا (الإنجليزية)
- غوردون كير على موقع اللجنة الأولمبية الكندية (الإنجليزية)